# Uzda

Uzda (belarusiska:  och ryska: Узда; polska: Uzda, jiddisch: אוזדא, Uzda, litauiska: Uzda) är en stad i Minsks voblast i Belarus. 10 120 invånare (2016).